# Qingtian
För andra betydelser, se Qingtian (olika betydelser).
Qingtian, tidigare romaniserat Tsingtien, är ett härad i östra Kina och lyder under Lishuis stad på prefekturnivå i provinsen Zhejiang. Det ligger omkring 230 kilometer söder om provinshuvudstaden Hangzhou. Befolkningen uppgick till 361 062 invånare vid folkräkningen år 2000, varav 75 152 invånare bodde i huvudorten Hecheng. Häradet var år 2000 indelat i 10 köpingar (zhèn) och 23 socknar (xiāng). 
Qingtian med omnejd har en lång tradition av utvandring och en stor del av Sveriges kinesiska invandrare härstammar från orten. Qingtian-bor i Sverige har startat en hembygdsförening.
I Qingtian finns det fyndigheter av pyrofyllit, även kallat "Qingtiansten" (kinesiska: 青田石?, pinyin: Qīngtián shì), som är populära råmaterial för skulptörer.